# 常照皇寺
常照皇寺（じょうしょうこうじ）は、京都市右京区にある臨済宗天龍寺派の寺院。山号は大雄名山（だいおうめいざん）。本尊は釈迦如来。詳名は大雄名山万寿常照皇禅寺といい、光厳法皇ゆかりの寺院である。寺の周辺地域は常照皇寺京都府歴史的自然環境保全地域に指定されている。

## 歴史

常照皇寺の庭園

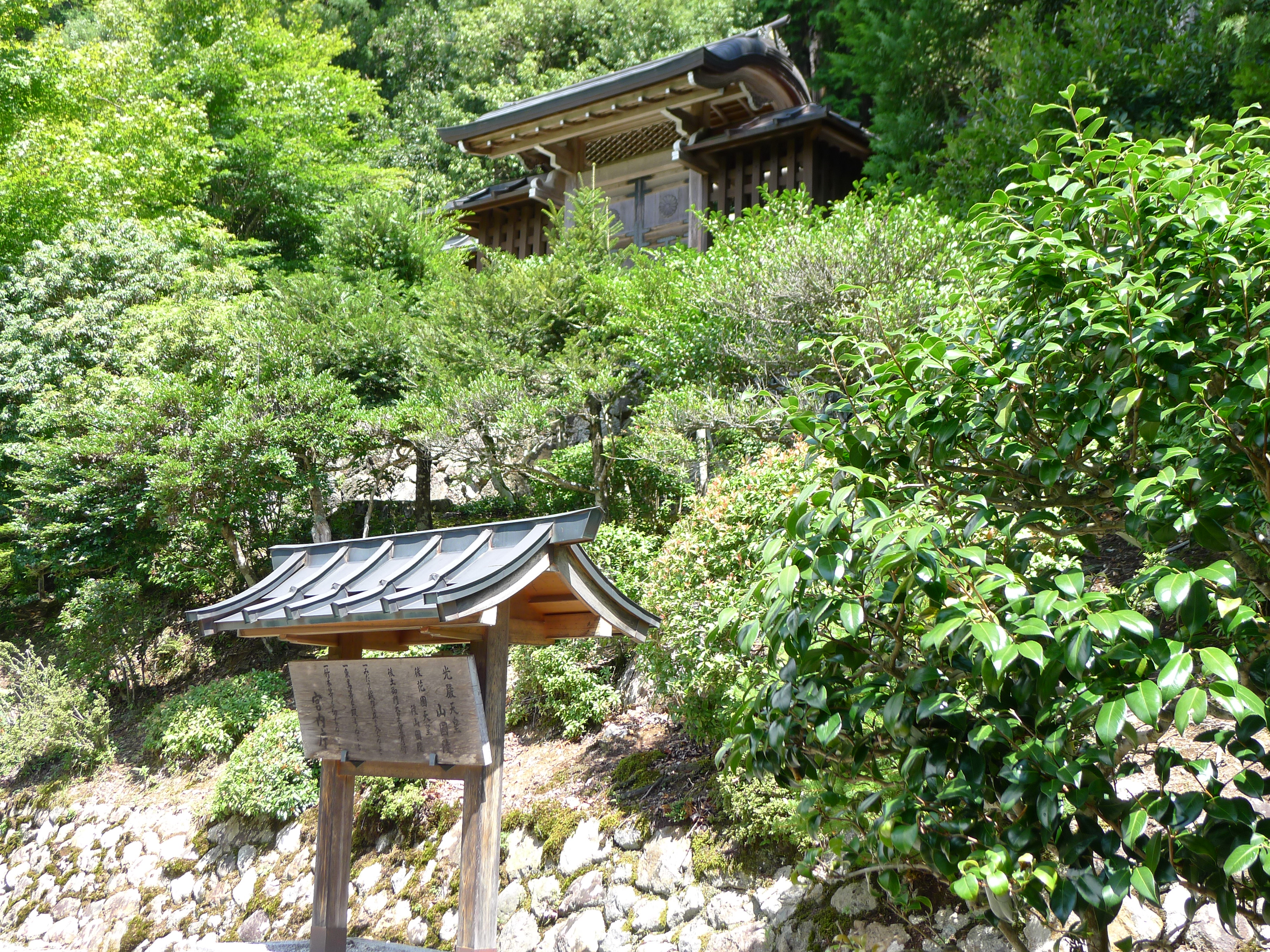
山国御陵

京都市北郊の山中に位置している。当寺の開山は南北朝時代に北朝初代の天皇となった光厳法皇である。光厳上皇は観応3年/正平7年（1352年）に、大和国賀名生にある南朝の後村上天皇行宮にて落飾（出家）して法皇となり、禅宗に帰依した。
帰京の後、貞治2年（1363年）ごろに丹波国山国庄を訪れると、同地にあった成就寺という天台宗の無住の寺に入り、これを改めて新たに開創したのが常照皇寺の始まりである。また、常照寺とも呼ばれていたようである。
光厳法皇は自ら庭園を作庭したほか、周辺の景色を庭に見立て、寺の裏山を猿帰嶂、滝を白玉泉、山全体を万樹林などと名付けて十勝を選定したという。法皇はその2年後に示寂し、当地に葬られた。
その後は、後花園天皇によって境内裏山の万樹林や小塩田260石等を寄進され護寺されたが、戦国時代の天正7年（1579年）に明智光秀による合戦に巻き込まれて焼失し、一時衰退した。
江戸時代になって後水尾天皇により復興され、徳川秀忠から寺領として井戸村の50石を与えられた。天明8年（1788年）の時点で末寺7か寺を有していた。
1869年（明治2年）11月、神仏分離によって北野天満宮にあった舎利塔が除かれることになり、当寺に移されている。常照皇寺伝存の舎利塔は黄銅製四角宝塔であり、細部は全く建築的に作られている。木製の台座（高さ40ミリ、上面330×338ミリ）の上に据えられ、その上に四隅に足の付いた基台は高さ95ミリ、上面30×30ミリ、さらに基壇の高さ48ミリ、基壇から軒丸瓦の上端まで221ミリ、木製の台座を除くと相輪先端までの総高795ミリである。木製の台の裏面には「舎利殿之台/法眼禅覚/新造之」とあり、塔を納入する木箱の底面には「北野宮内陣/舎利殿之箱/元禄十四辛巳年/三月十二日造之/神事奉行法眼禅覚」と記されている。全体として（北野天満宮の）元禄の社殿修造の際に作られたものと考えられている。

## 境内
- 怡雲庵（いうんあん） - 天明元年（1781年）再建。仏殿とその奥に隣接する開山堂とからなる。
  - 仏殿 - 本堂。本尊の釈迦三尊像は通常と異なり、天井近くの鴨居上の仏壇に安置されている。
  - 開山堂 - 袈裟を着ている光厳法皇坐像が祀られている。
- 方丈 - 安土桃山時代の再建。天井近くの鴨居上の仏壇に観音菩薩立像が祀られているが、その形式は薬師如来立像である。しかし、当寺では観音菩薩として祀っている。襖絵は植田曠躬によるもの。
- 方丈庭園 - 池泉鑑賞式庭園で、光厳法皇が自ら作庭したものという。
- 書院
- 庫裏
- 鐘楼
- 中門
- 御車返しの桜 - 一重の桜と八重の桜が同時に咲く。後水尾天皇が当寺に行幸した際、何度も車を返してご覧になられたという。
- 九重桜（国指定天然記念物） - 光明天皇が兄の光厳法皇を当寺に訪ねた際に御所から持ってきたもので、光厳法皇のお手植えである。樹齢650年。
- 左近の桜 - 岩倉具視によって御所から株分けされたものという。
- 舎利殿
- 多宝小塔 - 1994年（平成6年）に太平洋戦争での戦死者の遺族により寄進されたもの。かつてはここには光厳法皇が戦乱で犠牲になった人達の供養のために建てた多宝小塔があった。
- 勅使門
- 碧潭（ひょうたん）池
- 五重石塔
- 勅額門 - 掛けられている勅額「仰之弥高」は光厳法皇の宸筆。
- 山門
- 光厳天皇山国陵 - 現在は宮内庁の管理下にある。
- 後花園天皇後山国陵 - 現在は宮内庁の管理下にある。
- 後土御門天皇分骨所 - 現在は宮内庁の管理下にある。

なお、周辺も寺の所有地としてツガ林、モミ・ツガ林、ゴヨウマツ林などが維持され、桜や紅葉の名所でもあることから、1994年（平成6年）7月12日に常照皇寺京都府歴史的自然環境保全地域（29.37ha）に指定されている。

## 文化財

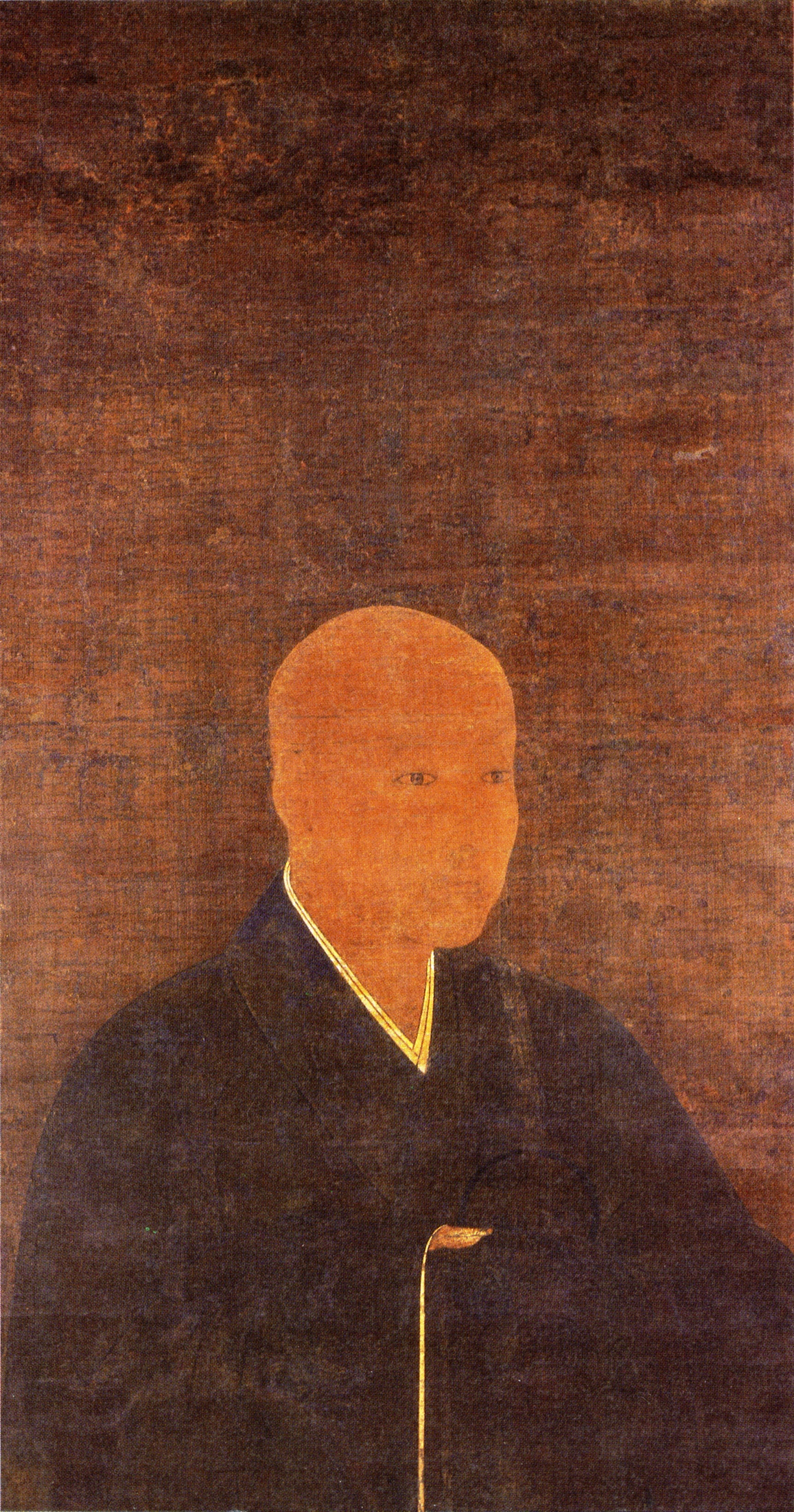
光厳法皇像 常照皇寺蔵

### 重要文化財

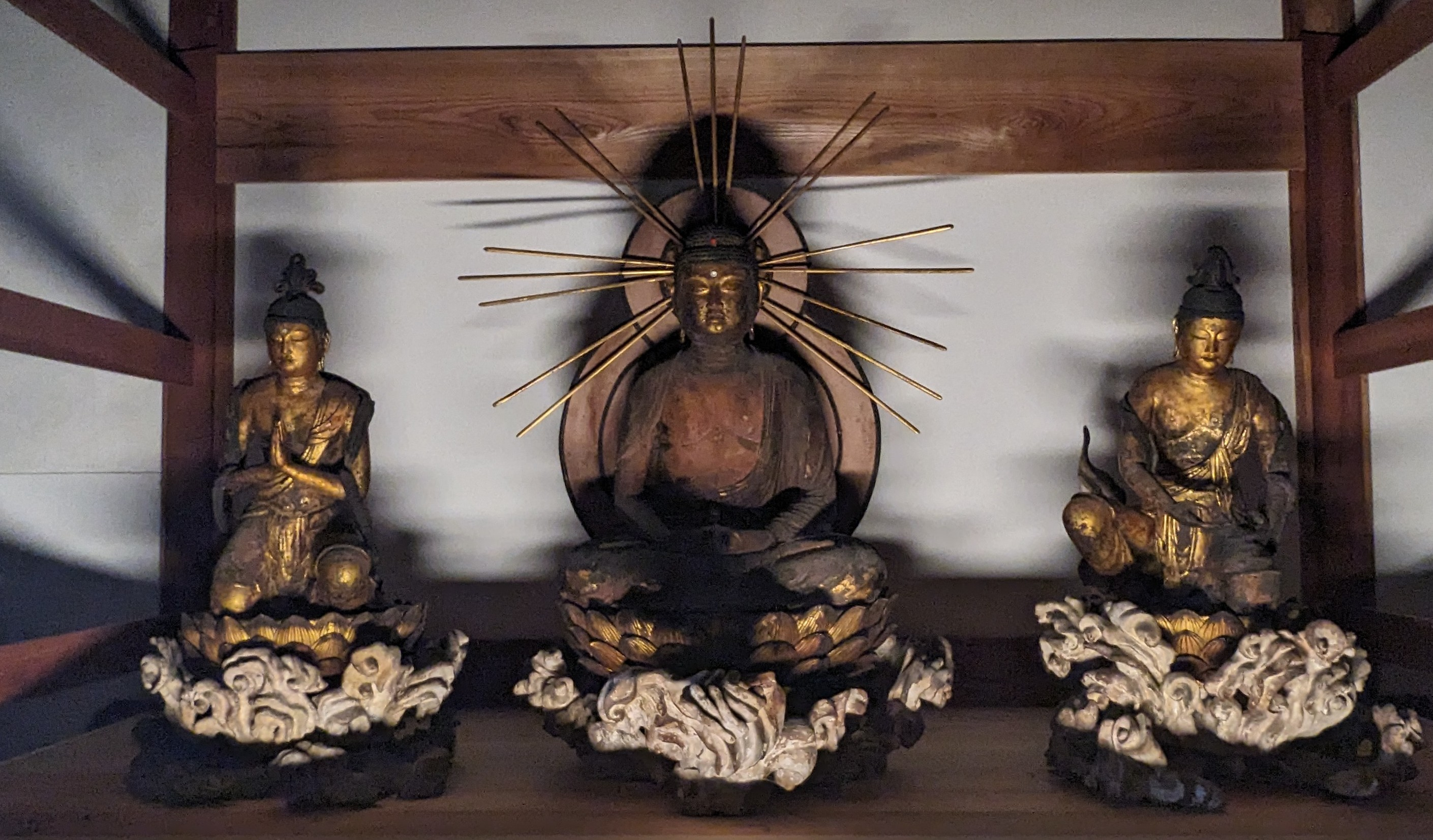
木造阿弥陀如来及び両脇侍像

- 木造阿弥陀如来及び両脇侍像 - ヒノキ材、割矧造。三尊は飛雲に乗り来迎する形に表現される。寺の創建より古い平安時代後期の作で、前身寺院の成就寺関係の像、または光厳法皇の念持仏であった可能性がある[4]。

### 国指定天然記念物
- 九重桜

### 京都府指定史跡
- 境内

## 所在地
京都府京都市右京区京北井戸町字丸山14-6
- 拝観料は500円程度を志納。

## アクセス
JR京都駅・阪急京都線大宮駅から西日本ジェイアールバス（高雄・京北線）で約1時間30分の周山駅下車、京北ふるさとバス（山国方面行き）に乗り換え、約15分の山国御陵前下車、徒歩7分。